# Gaston Julia
Pour les articles homonymes, voir Julia.
Gaston Maurice Julia, né le 3 février 1893 à Sidi-bel-Abbès (Algérie) et mort le 19 mars 1978 à Paris, est un mathématicien français, spécialiste des fonctions d'une variable complexe. Ses résultats de 1917-1918 sur l'itération des fractions rationnelles (obtenus simultanément par Pierre Fatou) ont été remis en lumière dans les années 1970 par le mathématicien français d'origine polonaise Benoît Mandelbrot. Les ensembles de Julia et de Mandelbrot sont étroitement associés.

## Biographie

### Famille, enfance et études
Son père est forgeron, et sa famille paternelle d’origine pyrénéenne est installée en Algérie depuis deux générations, tandis que sa mère est d'ascendance catalane[réf. souhaitée].
Brillant élève, il est repéré par un inspecteur de l'Instruction publique qui, après son baccalauréat en 1910, lui fait obtenir une bourse pour le lycée Janson-de-Sailly à Paris. Au terme d'une année de classe de mathématiques spéciales, il est reçu premier aux concours d'entrée à l'École polytechnique et à l'École normale supérieure et choisit cette dernière. Il fait donc durant trois ans des études supérieures scientifiques à la faculté des sciences de l'université de Paris, où il obtient les licences ès sciences mathématiques et physiques, et à l'École normale supérieure, où il prépare le concours de l’agrégation de mathématiques dont il est lauréat en 1914.
Gaston Julia était un fervent catholique, « d'une foi qui en imposait à tous ».

### Première guerre mondiale et premières recherches
Lorsque commence la Première Guerre mondiale, il est mobilisé et doit rejoindre le 2 août le 57e de ligne à Libourne puis, après cinq mois de formation, est envoyé comme sous-lieutenant d'infanterie sur le chemin des Dames. Il est grièvement blessé au visage en janvier 1915 : il doit subir plusieurs opérations et ensuite porter en permanence un masque de cuir. Il épouse une de ses infirmières, Marianne Chausson (fille du compositeur Ernest Chausson), avec qui il a ensuite six enfants ; elle meurt en 1971.
Pendant la guerre et après sa blessure, il présente son premier mémoire à l'Académie des sciences et obtient le doctorat ès sciences mathématiques devant la faculté des sciences de l'université de Paris en 1917. Il décide de concourir pour le grand prix des sciences mathématiques de l'Académie des sciences de 1918, sur l'itération des fractions rationnelles. Pierre Fatou, qui avait obtenu des résultats importants dans cette théorie, renonce à concourir et Julia est lauréat du prix. Il est chargé du cours Peccot au Collège de France en 1918 et 1920.

### Carrière
Gaston Julia mène ensuite une double carrière d'enseignant. Il devient répétiteur à l'École polytechnique pour le cours d'analyse de Jacques Hadamard le 1er décembre 1919, poste qu'il occupe dix-sept ans. Il y est ensuite nommé en 1937, à l'âge de 44 ans, professeur de géométrie, puis d'algèbre et géométrie, poste qu'il occupe jusqu'à sa retraite en 1964. Parallèlement à son enseignement à l'École polytechnique, il est nommé maître de conférences de l'École pratique des hautes études à l'École normale supérieure en novembre 1919, chargé de conférences de mécanique analytique à la faculté des sciences de l'université de Paris le 1er novembre 1920 (fondation de l'université, suppléance de Paul Painlevé), puis maître de conférences de mathématiques générales (certificat préparatoire) le 1er avril 1922, professeur sans chaire le 1er novembre 1923, puis professeur titulaire le 1er avril 1925, à l'âge de 32 ans. En 1926, il reçoit le prix Francœur. En octobre 1931, il succède à Édouard Goursat à la chaire de calcul différentiel et intégral, puis succède en octobre 1933 à Jules Drach à la chaire d'applications de l'analyse à la géométrie, poste qu'il occupe durant deux ans avant de succéder en octobre 1935 à Ernest Vessiot comme titulaire de la chaire de mécanique analytique et mécanique céleste. Il occupe cette chaire jusqu'en 1941, date à laquelle il est transféré, en remplacement de Jules Drach, dans la chaire d'analyse supérieure et algèbre supérieure qu'il occupe jusqu'à sa retraite en 1964.
Il est également directeur de recherches de la Caisse nationale des sciences, puis membre du comité national du Centre national de la recherche scientifique ainsi que directeur d'études de l'École pratique des hautes études (section des sciences mathématiques) à l'Institut Poincaré. Il y organise de 1933 à 1939, toutes les deux semaines, un séminaire de mathématiques qui prend le nom de « séminaire Julia » en 1938 et dont les membres du groupe Bourbaki sont les participants réguliers.
Il est également membre du jury d'admission à l'École navale de 1920 à 1932.
Il est élu membre de l'Académie des sciences en 1934.
En dépit de sa renommée, ses travaux tombent dans l'oubli jusqu'à ce que Benoît Mandelbrot les mentionne dans les siens, dans les années 1970. Cela leur rend une certaine notoriété, puisque le moteur de recherche Google le mentionne sur sa page d'accueil comme initiateur d'une branche des mathématiques dont l'un des fruits est le PageRank.[réf. souhaitée]

### Seconde Guerre mondiale et Collaboration
Gaston Julia a collaboré avec l'Allemagne nazie lors de l'occupation. Il a en effet cherché et trouvé des collaborateurs français pour la Zentralblatt für Mathematik et sera à la Libération suspendu de ses fonctions universitaires,. Cependant, d'après Michèle Audin: 

« Cela ne fut suivi d’aucune sanction, le comité d’épuration ayant été (à l’unanimité...) trop impressionné par le fait qu’il était une « gueule cassée » pour donner suite. Il a ensuite repris normalement ses activités, professeur à la Sorbonne et à l’École polytechnique, a été président de l’Académie des sciences en 1950, etc. »

## Décorations
- Grand officier de la Légion d'honneur (1950)
- Commandeur de l'ordre des Palmes académiques (1959)

Il est nommé chevalier de la Légion d'honneur à titre militaire le 2 février 1915, officier à titre militaire en 1925, commandeur à titre militaire en 1932, grand officier en 1950.
Il est commandeur de l'ordre des Palmes académiques en 1959.

## Ensembles de Julia

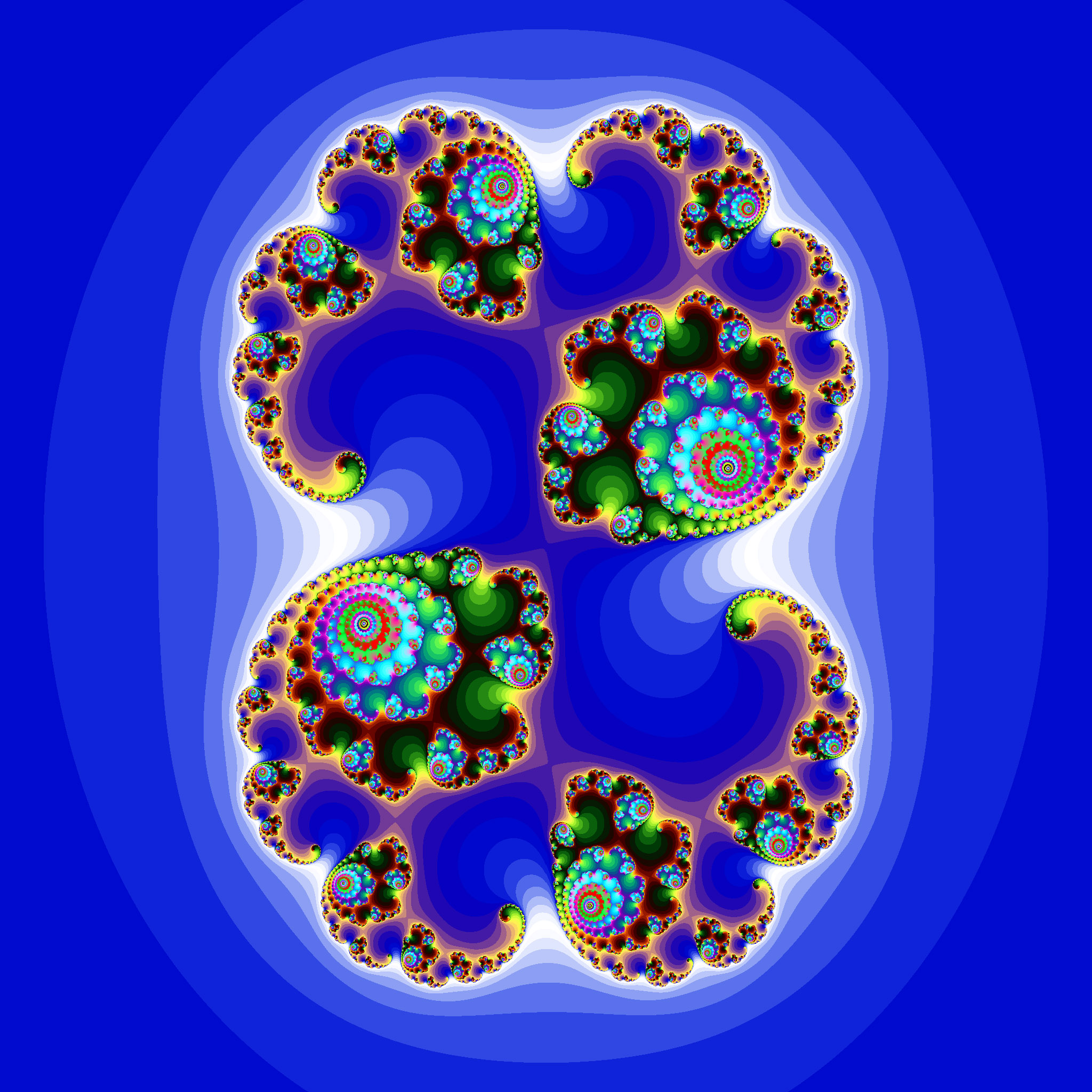
Ensemble de Julia (C = [0.285, 0.01]).